# Мозолевське
Мозоле́вське (до 2024 — Першотравневе) — село в Україні, адміністративний центр Першотравневської сільської громади Нікопольського району Дніпропетровської області. Населення — 1 358 мешканців.

## Назва
19 вересня 2024 року Верховна Рада підтримала перейменування села Першотравневе на Мозолевське. 26 вересня 2024 року перейменування набуло чинності.
Назване на честь видатного українського археолога Бориса Мозолевського, котрий досліджував знамениті кургани на Нікопольщині.

## Географія
Село Мозолевське знаходиться на березі пересихаючої безіменної річечки, що протікає по балці Довга. На відстані 1,5 км розташоване село Західне, за 3 км - село Новоіванівка.

## Історія
До 2017 року адміністративний центр Першотравневської сільської ради.
12 червня 2020 року, відповідно до розпорядження Кабінету Міністрів України № 709-р від «Про визначення адміністративних центрів та затвердження територій територіальних громад Дніпропетровської області», увійшло до складу Першотравневської сільської громади.
19 липня 2020 року, в результаті адміністративно-територіальної реформи і ліквідації Нікопольського району (1923—2020)|, село ввійшло до складу новоутвореного Нікопольського району.

## Економіка
- Птахофабрика «Першотравнева».
- ТОВ «Нівель-трейд».
- ТОВ «Першотравневе».

## Об'єкти соціальної сфери
- Школа.
- Будинок культури.

## Туризм
Село є перспективним з огляду на "зелений туризм": ставки, лісосмуги, місцями ділянки степу, що зазнали незначного антропогенного впливу.